# 1825 w polityce

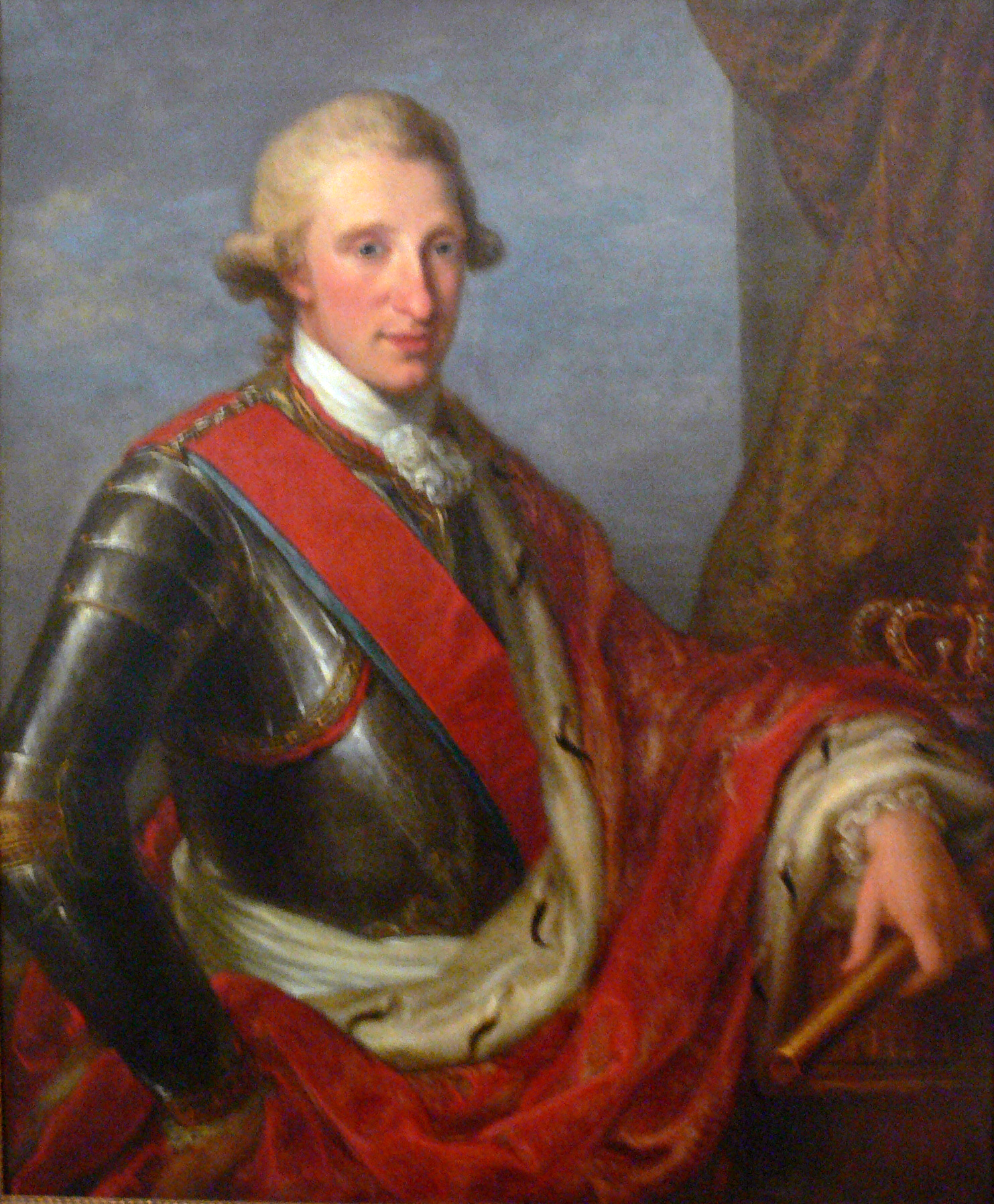
Ferdynand I Burbon

Wydarzenia polityczne w 1825 roku.

## Wydarzenia
- Mikołaj I Romanow został carem Rosji i królem Polski[1].
- Franciszek I Burbon został królem Obojga Sycylii[2].
- Urugwaj uzyskał niepodległość[3][4].

## Zmarli
- 4 stycznia Ferdynand I Burbon, król Neapolu i Sycylii[5].
- 1 grudnia Aleksander I Romanow, cesarz Rosji[6].
- 20 października Girolamo Lucchesini, dyplomata pruski[7].